# 100'erne f.Kr.
Århundreder: 3. århundrede f.Kr. – 2. århundrede f.Kr. – 1. århundrede f.Kr.
Årtier: 150'erne f.Kr. 140'erne f.Kr. 130'erne f.Kr. 120'erne f.Kr. 110'erne f.Kr. – 100'erne f.Kr. – 90'erne f.Kr. 80'erne f.Kr. 70'erne f.Kr. 60'erne f.Kr. 50'erne f.Kr.
År: 109 f.Kr. 108 f.Kr. 107 f.Kr. 106 f.Kr. 105 f.Kr. 104 f.Kr. 103 f.Kr. 102 f.Kr. 101 f.Kr. 100 f.Kr.